# Brit Awards 1990
Les Brit Awards 1990 ont lieu le 18 février 1990 au Dominion Theatre à Londres. Il s'agit de la 10e cérémonie des Brit Awards, présentée par Cathy McGowan (en). Elle est enregistrée et diffusée à la télévision sur la chaîne BBC One le 19 février 1990.
Cette cérémonie voit la dernière apparition publique de Freddie Mercury venu recevoir avec les autres membres de Queen le prix de Contribution exceptionnelle à la musique décerné au groupe. C'est le guitariste Brian May qui se charge du discours de remerciement. Freddie Mercury ne prononce que quelques mots et apparaît amaigri, relançant les rumeurs de maladie. Le chanteur ne révèlera être atteint du virus du sida que la veille de sa mort survenue le 24 novembre 1991.

## Interprétations sur scène
Plusieurs chansons sont interprétées lors de la cérémonie :
- Lisa Stansfield : All Around the World
- Neneh Cherry : Manchild
- Nigel Kennedy : Les Quatre Saisons (extraits)
- Phil Collins Another Day in Paradise
- Soul II Soul : What Is Soul II Soul

## Palmarès
Les lauréats apparaissent en caractères gras.

### Meilleur album britannique
- The Raw and the Cooked de Fine Young Cannibals
  - We Too Are One de Eurythmics
  - A New Flame de Simply Red
  - Club Classics Vol. One de Soul II Soul
  - The Seeds of Love de Tears for Fears

### Meilleur single britannique
- Another Day in Paradise de Phil Collins
  - Something's Gotten Hold of My Heart (en) de Marc Almond et Gene Pitney
  - Do They Know It's Christmas? de Band Aid II
  - Ferry Cross the Mersey de The Christians, Holly Johnson, Paul McCartney, Gerry Marsden et Stock Aitken Waterman
  - Sealed with a Kiss de Jason Donovan
  - Too Many Broken Hearts de Jason Donovan
  - Swing the Mood de Jive Bunny and the Mastermixers
  - That's What I Like de Jive Bunny and the Mastermixers
  - Let's Party de Jive Bunny and the Mastermixers
  - Belfast Child de Simple Minds
  - You'll Never Stop Me Loving You de Sonia
  - Back to Life (However Do You Want Me) (en) de Soul II Soul
  - All Around the World de Lisa Stansfield

Notes : Le vainqueur est désigné par un vote des auditeurs de l'émission radiophonique The Radio 1 Breakfast Show.

### Meilleur artiste solo masculin britannique
- Phil Collins
  - Roland Gift
  - Van Morrison
  - Chris Rea
  - Cliff Richard

### Meilleure artiste solo féminine britannique
- Annie Lennox
  - Kate Bush
  - Mica Paris (en)
  - Lisa Stansfield
  - Yazz

### Meilleur groupe britannique
- Fine Young Cannibals
  - Erasure
  - Eurythmics
  - Simply Red
  - Soul II Soul
  - Tears for Fears

### Meilleure vidéo britannique
- Lullaby de The Cure
  - A New South Wales de The Alarm
  - Song for Whoever de The Beautiful South
  - We Didn't Start the Fire de Billy Joel (États-Unis)
  - Eye Know de De La Soul (États-Unis)
  - Don't Ask Me Why de Eurythmics
  - Free at Last de Farley Jackmaster Funk (États-Unis)
  - Loco in Acapulco de The Four Tops (États-Unis)
  - Paradise City de Guns N' Roses (États-Unis)
  - Love Train de Holly Johnson
  - Miss You Much de Janet Jackson (États-Unis)
  - Lambada de Kaoma (France)
  - All Around the World de Lisa Stansfield
  - Pop Muzik (remix) de M
  - Manchild de Neneh Cherry (Suède)
  - My Brave Face de Paul McCartney
  - Batdance de Prince (États-Unis)
  - The Invisible Man de Queen
  - Nou Pas Bouger de Salif Keïta (Mali)
  - If You Don't Know Me By Now de Simply Red
  - Sowing the Seeds of Love de Tears for Fears
  - The Best de Tina Turner (États-Unis)

Notes : Plusieurs artistes non britanniques sont nommés dans cette catégorie. Leur pays d'origine est indiqué entre parenthèses.

### Meilleur producteur britannique
- Dave Stewart
  - Kate Bush
  - Coldcut
  - Peter Gabriel
  - Steve Lillywhite
  - Stock Aitken Waterman

### Révélation britannique
- Lisa Stansfield
  - The Beautiful South
  - Shakespears Sister
  - Soul II Soul
  - The Stone Roses

### Meilleur artiste international
- Neneh Cherry
  - Bobby Brown
  - Gloria Estefan
  - Prince
  - Tina Turner

### Meilleur groupe international
- U2
  - Bon Jovi
  - De La Soul
  - Gipsy Kings
  - Guns N' Roses
  - Milli Vanilli

### Révélation internationale
- Neneh Cherry
  - Paula Abdul
  - Bobby Brown
  - De La Soul
  - Guns N' Roses

### Meilleure bande originale de film
- Batman de Prince
  - Henry V de Patrick Doyle
  - Au fil de la vie (Beaches) de Bette Midler
  - Le Cuisinier, le voleur, sa femme et son amant (The Cook, the Thief, His Wife and Her Lover)de Michael Nyman
  - Aspects of Love (en) de Andrew Lloyd Webber

Note : Aspects of Love est une comédie musicale.

### Meilleur disque de musique classique
- Porgy and Bess de Simon Rattle
  - Façade (Walton) / Renard (Stravinsky) de Ricardo Chailly
  - Passion selon saint Matthieu de John Eliot Gardiner
  - Les Quatre Saisons de Nigel Kennedy
  - Concertos pour piano N° 24 et 25 de Jeffrey Tate

### Contribution exceptionnelle à la musique
- Queen

## Artistes à nominations multiples
- 4 nominations :
  - Soul II Soul
  - Lisa Stansfield
- 3 nominations :
  - Neneh Cherry
  - De La Soul
  - Eurythmics
  - Jive Bunny and the Mastermixers
  - Prince
  - Simply Red
  - Tears for Fears
- 2 nominations :
  - The Beautiful South
  - Bobby Brown
  - Kate Bush
  - Phil Collins
  - Jason Donovan
  - Fine Young Cannibals
  - Guns N' Roses
  - Holly Johnson
  - Paul McCartney
  - Stock Aitken Waterman

## Artistes à récompenses multiples
- 2 récompenses :
  - Neneh Cherry
  - Phil Collins
  - Fine Young Cannibals